# Airliner Sky Battle
Pour plus de détails, voir Fiche technique et Distribution.
Airliner Sky Battle est un film d'action américain réalisé par Rob Pallatina, sorti en 2020. Il a été produit par le studio de cinéma The Asylum. Il met en vedettes dans les rôles principaux Bai Ling, Joseph Michael Harris et Xavi Israel.

## Synopsis
Deux agents secrets russes, déguisés en techniciens de nettoyage, parviennent à prendre le contrôle d’un avion de ligne américain. Les deux pirates de l'air prévoient de le faire s’écraser sur une centrale nucléaire près de Washington, DC. Les retombées radioactives qui en résulteront devraient contaminer toute la côte est des États-Unis. En outre, ils ont piraté le système des forces armées des États-Unis et bloqué toutes les applications. Par conséquent, l’armée de l'air des États-Unis découvre le détournement de l'avion très tard et ne parvient donc pas à abattre l’avion pour des raisons de sécurité.
Afin d’arrêter l’avion, un autre avion de ligne est envoyé pour l’intercepter. Les passagers sont invités à compter sur leurs propres capacités et à arrêter les terroristes avant qu’ils ne puissent faire s’écraser l’avion.

## Fiche technique
- Réalisation : Rob Pallatina
- Scénario : Alex Heerman
- Musique : Christopher Cano, Chris Ridenhour, Eliza Swenson
- Durée : 84 minutes
- Dates de sortie :
  - États-Unis, Canada, Pologne : 13 novembre 2020
  - Allemagne : 30 juillet 2021[2],[3].

## Distribution
- Bai Ling : Dr. Meili Liu
- Xavi Israel : Capitaine Elliott
- Gina Vitori : Liz
- Wade Baker : Logan
- Ego Mikitas : Zolotov
- DeAngelo Davis : Premier officier Mack
- Terry Woodberry : Général Hayes
- Daniel O'Reilly : Viktor
- Alyson Gorske : Selena
- Michael Lavallee : Pinto
- Jamey Rimawi : Noah[4].
- Joseph Michael Harris : Ray Rollins
- Marisha Shine : Yulia
- Dallas Schaefer : Will
- Joyce Tatler : Savannah
- Jason Talmadge : ambulancier[1]

## Réception critique
Filmdienst dénigre « Un thriller d’action produit à bas prix avec une intrigue si ébouriffante qu’il en résulte une valeur de divertissement modeste. Cependant, la maladresse formelle et beaucoup de temps mort ne peuvent être négligés à long terme. »
Cinema résume le film ainsi : « Confus, mais les scènes d’action ne sont pas mauvaises. »
Phil Wheat de Nerdly a décrié l’histoire dans la mesure où il s’agit une fois de plus de plans terroristes concernant les côtes américaines. Néanmoins, il a écrit que c’était une « histoire solide » et a estimé qu’un Gerard Butler aurait pu jouer le rôle principal et qu’il pourrait servir de suite à son film Geostorm. Il a conclu que « le fait que cela ait été fait pour quelques centimes, avec un casting d’inconnus, ne devrait pas et ne détournera pas l’attention d’un film d’action fantastique ».
Dans l’Internet Movie Database, le film a une note de 3,3 étoiles sur 10,0 possibles avec plus de 278 votes (au 1er août 2022).